# Жорешть (Вранча)
Жорешть, Жорешті (рум. Jorăști) — село у повіті Вранча в Румунії. Входить до складу комуни Винеторі.
Село розташоване на відстані 168 км на північний схід від Бухареста, 6 км на схід від Фокшан, 67 км на північний захід від Галаца, 128 км на схід від Брашова.

## Населення
За даними перепису населення 2002 року у селі проживали 1086 осіб, з них 1085 осіб (99,9%) румунів. Рідною мовою 1085 осіб (99,9%) назвали румунську.